# 石田徹也
石田 徹也（いしだ てつや、1973年（昭和48年）6月16日 - 2005年（平成17年）5月23日）は、日本の画家。

## 人物・来歴
静岡県焼津市出身。父親は元焼津市議会議員。4人兄弟の末子。3人の兄は、長男が一級建築士、次男が銀行員、三男が服飾デザイナーである。
焼津市立小川小学校、焼津市立小川中学校、静岡県立焼津中央高等学校を経て、1996年、武蔵野美術大学視覚伝達デザイン学科卒業。元々高校は美術系を希望していたが、親からの強い要望で普通高校に入る。本人は苦痛を感じていたという。大学時代の友人に映画監督の平林勇がおり、共同で作品を製作していた。就職活動中に1社だけデザイン会社に行ったが、採用されず、画家として活動する。
蒸気機関車やビニール袋、便器などといった日常生活で使用するものと一体化した青年を題材とすることが多い。題材としている青年はほとんどが同じような顔をしており、作家本人と似ているが本人は否定している。後期作品ではメッセージ性を抑制し、より抽象的な作風になっていくが、これにはテーマは押し付けるものではなく、観た人がそれぞれ好きに感じてくれればいいという意図がある。
2005年5月、踏切事故で死去。31歳没。
死後、2006年11月にクリスティーズが香港で開催したオークション『アジアの現代美術』に Lot. 496 として出品された『無題』（2001年）は、78万香港ドル（約1200万円）で落札された。2012年5月に開催されたユナイテッドアジアンオークションに出品された「囚人」（Prisoner 1999）は予定落札価格の3倍以上の819,800USD（約9,230万円）にて落札された。
2009年、紺綬褒章を授与され、遺族が受け取る。
2019年にスペイン・マドリードの国立美術館で開催された個展が31万人を超える入場者を集める。

## 主な作品
- みのむしの睡眠（1995年　第6回グラフィックアート『ひとつぼ展』　グランプリ受賞作）
- SLになった人（1995年　第6回グラフィックアート『ひとつぼ展』　グランプリ受賞作）
- 飛べなくなった人（1996年）
- 健康器具（1997年　JACA'97 日本ビジュアル・アート展　グランプリ受賞作）
- 回収（1998年　キリンコンテンポラリーアートアワード1998　奨励賞受賞作）
- 捜索（2001年　VOCA展2001　奨励賞受賞作）
- 前線（2001年　VOCA展2001　奨励賞受賞作）

「飛べなくなった人」を含め、21点の作品を郷里の静岡県立美術館に遺族が寄贈した。

## 主な展覧会
- 悲しみのキャンバス展　静岡県立美術館　2007 7/24～8/19
- －僕たちの自画像展　練馬区立美術館　2008 11/9～12/22
- ヨコハマトリエンナーレ2011　横浜美術館　2011 8/6～11/6
- －今を生きる、僕らの姿　三菱アルティアム　2012 4/28～5/27
- ノート、夢のしるし　足利市美術館・平塚市美術館・砺波市美術館・静岡県立美術館　2013 9/7～2014　3/25
- 第56回ベネチアビエンナーレ　セントラルパビリオン／イタリア　2015 5/9～11/22
- A Brief History of the Future 国立台湾美術館/台湾　2018 3/24～6/3
- 夢を描いた青年　藤枝市文学館　2018 8/4～9/24
- Autorretrato de otro  ソフィア王妃芸術センター/Palacio de Velazqes/スペイン　2019 4/11～9/6
- Self-portrait of Other 　　Wrightwood659 Gallery/ シカゴ・イリノイ州/アメリカ　2019 10/3～12/14

## 逸話
- ひとつぼ展のグランプリ受賞者個展をみた亀倉雄策が「何を食べたらこんな絵が描けるんだ？」と感想をもらした[5]。
- 基本的に無口であり、学生時代はプレゼンも上手くはなかったので、作品の力だけで押し切るしかなかったという[6]。
- 生前、作品は売れても大した収入にはならなかったので、常にバイトをしながら活動していた[6]。
- 親からの仕送りは拒否し続け、そういう環境じゃないと、ああいった作風は描けなかったのではないかと父が話している[6]。
- 両親にはその作風がまったく理解できなかったが、評価されているのは嬉しいと話している。同時に、このような暗い作風が受けることは素直に喜べないとも語っている[6]。
- 自分の絵に対する様々な感想について、色々な感想があるからいいんだと母に語っている[6]。

## 書籍
- 『石田徹也遺作集』 求龍堂 2006年 ISBN 978-4-7630-0629-5
- 『石田徹也全作品集』 求龍堂 2010年 ISBN 978-4-7630-1006-3
- 『石田徹也ノート』 求龍堂 2013年 ISBN 978-4-7630-1307-1
- 『石田徹也　聖者のような芸術家になりたい』堀切正人監修、平凡社「別冊太陽」、2023年 ISBN 978-4-582-92308-7
- 『TETSUYA ISHIDA』 Gagosian Gallery 2013年　ISBN 978-1-938748-05-9
- 『Autorretrato de Otro』 Museo Nacional Centro de Arte REINA SOFIA  2019年　ISBN 978-84-8026-593-5
- 『Self-portrait of other』 Wrightwood659 2019年　ISBN 978-84-8026-594-2

## 装幀
- 大槻ケンヂ「のほほん人間革命」
- 大槻ケンヂ「猫を背負って町を出ろ！」
- 星野智幸「俺俺」
- マキシマム ザ ホルモン「鬱くしき人々のうた」
- eastern youth　「地球の裏から風が吹く」
- eastern youth 「沸点36℃」
- 井上ひさし「四十一番の少年」
- 大槻ケンヂ「暴いておやりよドルバッキー」
- 斎藤環「ひきこもり文化論」
- 田中慎弥「実験」
- 平成28年度版・30年度版中学校美術教科書／光村図書出版
- 高等学校美術教科書　新高校美術Ⅰ／日本文教出版
- 感じる　表す　美術資料／浜島書店
- 美術　表現と鑑賞　2010年改訂版／開隆堂出版
- Reading a in the Disciplines /Addison Wesley（The US 大学教科書）

## テレビ番組
- 『悲しみのキャンパス』（NHK教育　新日曜美術館）2006年9月17日放映
- 『飛べなくなった人』（テレビ東京　美の巨人たち）2008年4月26日放映
- 『石田徹也とボクとわたし〜ロスジェネの肖像〜』 （フジテレビ「NONFIX」2010年9月2日 2:40 - 3:40放送）
- 『聖者のような芸術家になりたい～夭折（ようせつ）の画家・石田徹也～』（NHK Eテレ「日曜美術館」2013年9月29日 9:00 - 10:00放送）
- 『ナイフの行方』（NHK 山田太一脚本）挿絵として　2014年12月22日放映